# Kontruderzenie znad Wieprza
Kontruderzenie znad Wieprza (manewr znad Wieprza) – rozpoczęta 16 sierpnia 1920 roku operacja wojsk polskich na tyły Frontu Zachodniego Armii Czerwonej atakującego Warszawę w czasie wojny polsko-bolszewickiej.

## Planowanie uderzenia z południa
4 lipca 1920 wojska Frontu Zachodniego Michaiła Tuchaczewskiego rozpoczęły drugą ofensywę pod hasłem „Na Wilno, Mińsk, Warszawę!”. Po zwycięskiej bitwie nad Autą zmusiły do odwrotu polską 1 Armię i zadały jej dotkliwe straty.
Podejmowane przez polskie dowództwo próby ustabilizowania frontu nie dały rezultatu. Energiczne działania 3 Korpusu Kawalerii Gaji Gaja, który kilkakrotnie obchodził lewe skrzydło wojsk polskich, powodowały, że Armia Czerwona przełamała obronę polską na Niemnie i Bugu i w sierpniu wkroczyła na Białostocczyznę i Podlasie. 10 sierpnia wojska Frontu Zachodniego osiągnęły linię: Mława–Przasnysz–Maków–Wyszków–Węgrów–Siedlce–Łuków–Włodawa, a jego sztab szykował plan zajęcia Warszawy. Plan opierał się na założeniu, że Polacy do obrony stolicy skoncentrują wojska na północ od Bugu, zaś na południu nie będą dysponować siłami zdolnymi do podjęcia działań zaczepnych.

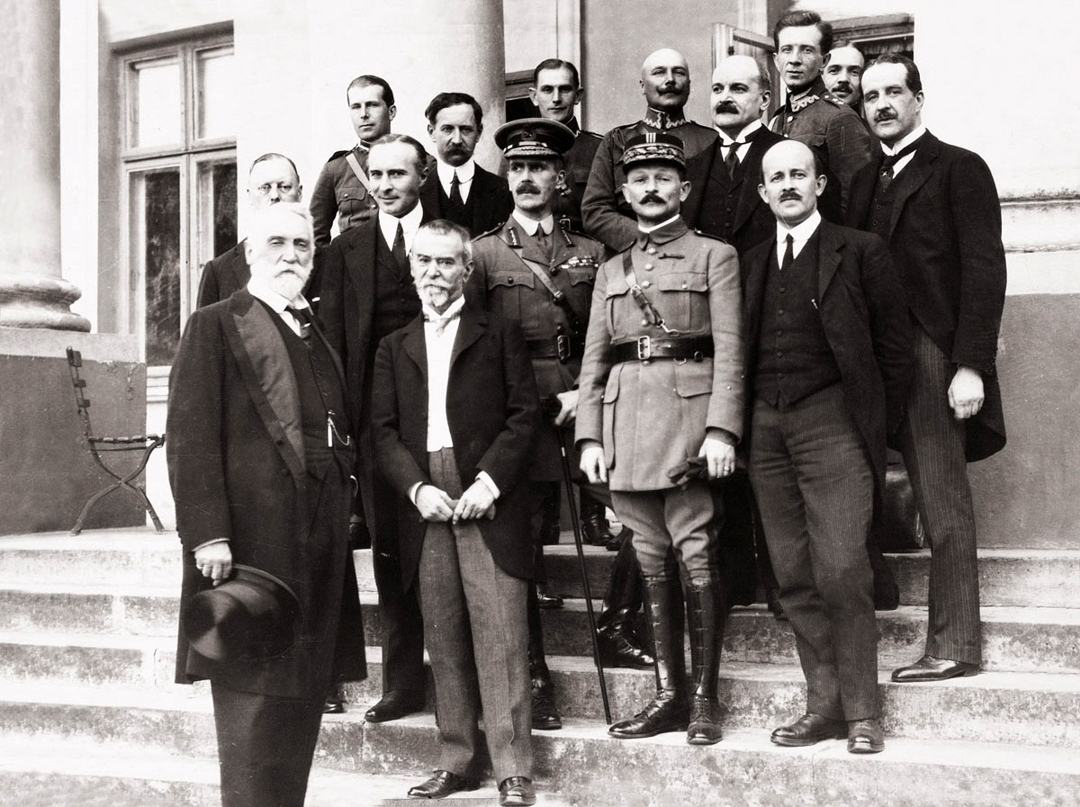
Misja aliancka w Polsce; w centrum gen. Maxime Weygand; sierpień 1920

Od połowy lipca Józef Piłsudski rozważał uderzenie w bok prących na zachód wojsk Tuchaczewskiego. Naczelny Wódz planował uderzenia na skrzydło wojsk rosyjskiego Frontu Zachodniego z rejonu Brześcia siłami ściągniętymi głównie z Frontu Południowo-Wschodniego. Szybki upadek Brześcia uczynił ten plan nieaktualnym. Piłsudski postanowił stoczyć decydującą bitwę na obszarze między Wisłą a Bugiem. Myślą przewodnią manewru było uderzenie w południowe skrzydło wojsk Tuchaczewskiego. Planowaniem oskrzydlenia wojsk sowieckich zajmował się też Sztab Generalny pod kierunkiem gen. Tadeusza Rozwadowskiego, który, wraz z przedstawicielem Francuskiej Misji Wojskowej w Polsce gen. Maxime Weygandem, opowiadał się za wykonaniem płytkiego dwustronnego natarcia przez dwie grupy uderzeniowe – jedną z rejonu Garwolina lub Karczewa; drugą, zebraną na północ od Bugu. W nocy z 5 na 6 sierpnia w Belwederze wypracowano ostateczną koncepcję głębokiego jednostronnego oskrzydlenia przeciwnika od południa i wyjścia na jego tyły.
Główne zadanie, w planowanej kontrofensywie, wykonać miały wojska Frontu Środkowego gen. Edwarda Rydza-Śmigłego. Jego 4 Armia gen. Leonarda Skierskiego w składzie 14, 16 DP i 21 DPGór. oraz XII BP i 32 pp miała skoncentrować się na linii Wieprza od Dęblina po Kock i uderzyć w ogólnym kierunku na Garwolin i dalej ku północy, wychodząc na tyły Sowietów pod Warszawą i nawiązując kontakt z 1 Armią gen. Franciszka Latinika.
Między Kockiem a Chełmem ześrodkować się miała 3 Armia gen. Zygmunta Zielińskiego w składzie 1 i 3 DPLeg., Brygada Jazdy Ochotniczej mjr. Feliksa Jaworskiego oraz 4 Brygada Jazdy, której zadaniem było wykonanie natarcia w kierunku północno-wschodnim.
Pozostałe jednostki 3 Armii – 7 DP, ukraińska 6 DP, grupa gen. Bułaka-Bałachowicza i Brygada Kozaków Dońskich zajmowały odcinek frontu od Chełma do Brodów i osłaniały od południowego wschodu wojska koncentrujące się nad Wieprzem.

## Walczące wojska

### Skład i rozmieszczenie wojsk polskich
Grupy uderzeniowe

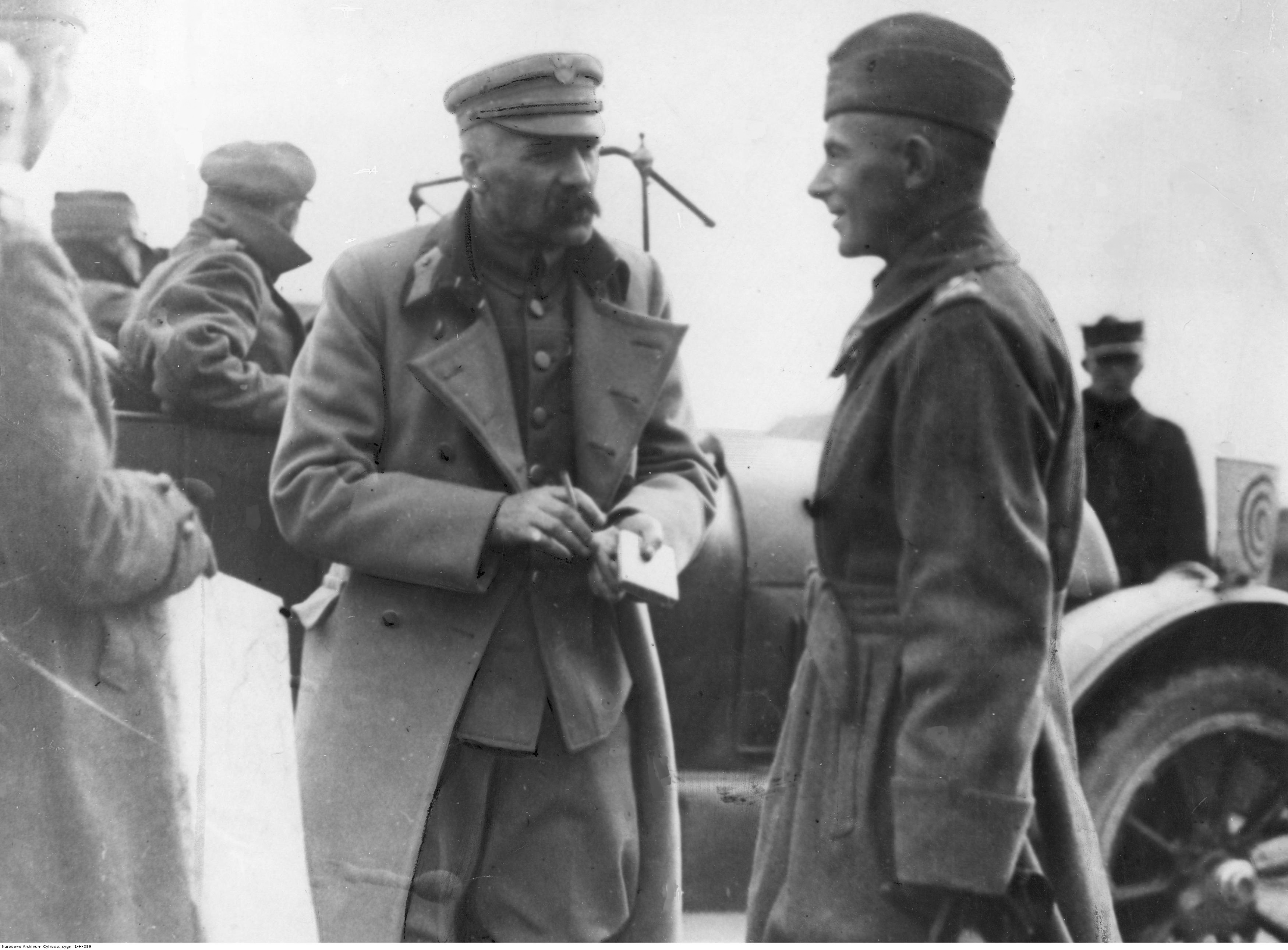
Józef Piłsudski w rozmowie z gen. Edwardem Śmigłym-Rydzem w czasie wojny polsko-bolszewickiej

Grupy uderzeniowe wywodziły się z dwóch armii Frontu Środkowego generała Edwarda Śmigłego-Rydza:
| Związki taktyczne            | Dowódcy                  | Podporządkowanie |
| Wojsko Polskie               | Wojsko Polskie           | Wojsko Polskie   |
| ---------------------------- | ------------------------ | ---------------- |
| 4 Armia                      | gen. Leonard Skierski    | Front Środkowy   |
| 14 Dywizja Piechoty          | gen. Daniel Konarzewski  | 4 Armia          |
| 16 Dywizja Piechoty          | płk Kazimierz Ładoś      | 4 Armia          |
| 21 Dywizja Piechoty Górskiej | gen. Andrzej Galica      | 4 Armia          |
| 3 Armia                      | gen. Zygmunt Zieliński   | Front Środkowy   |
| 1 Dywizja Piechoty Legionów  | płk Stefan Dąb-Biernacki | 3 Armia          |
| 3 Dywizja Piechoty Legionów  | gen. Leon Berbecki       | 3 Armia          |
| Brygada Jazdy                | mjr Feliks Jaworski      | 3 Armia          |

Pierwsza grupa uderzeniowa ześrodkowała się w rejonie Dęblina. Przy tej grupie (przy 14 Dywizji generała Daniela Konarzewskiego) umieścił swoje stanowisko dowodzenia sam Marszałek. Obok, przy 16 Dywizji, generał Leonard Skierski. Generał Edward Śmigły-Rydz stanął przy 1 Dywizji Piechoty Legionów. Dowódcy najwyższego szczebla znaleźli się przy dywizjach przede wszystkim po to, by w ten sposób podnieść morale wojska i ugruntować wiarę w powodzenie operacji.
Związki taktyczne w pościgu
| Związki operacyjne/taktyczne  | Dowódcy                  | Podporządkowanie |
| ----------------------------- | ------------------------ | ---------------- |
| 3 Armia                       | gen. Zygmunt Zieliński   | Front Środkowy   |
| 2 Dywizja Piechoty Legionów   | płk Michał Żymierski     | 3 Armia          |
| 7 Dywizja Piechoty            | gen. Karol Schubert      | 3 Armia          |
| 2 Armia                       | gen. Edward Rydz-Śmigły  | Front Środkowy   |
| 1 Dywizja Piechoty Legionów   | płk Stefan Dąb-Biernacki | 2 Armia          |
| 3 Dywizja Piechoty Legionów   | gen. Leon Berbecki       | 2 Armia          |
| 1 Dywizja Litewsko-Białoruska |                          | 2 Armia          |
| 21 Dywizja Górska             | gen. Andrzej Galica      | 2 Armia          |
| 41 pułk piechoty              | mjr Stanisław Juszczacki | 2 Armia          |
| 4 Brygada Jazdy               | p.o. mjr Cyprian Bystram | 2 Armia          |
| Brygady (oddział) Jazdy       | mjr Feliks Jaworski      | 2 Armia          |
| 4 Armia                       | gen. Leonard Skierski    | Front Środkowy   |
| 14 Dywizja Piechoty           | gen. Daniel Konarzewski  | 4 Armia          |
| 15 Dywizja Piechoty           | gen. Leonard Skierski    | 4 Armia          |
| 16 Dywizja Piechoty           | płk Kazimierz Ładoś      | 4 Armia          |

### Skład sowieckiego Frontu Zachodniego
| Związki operacyjne | Dowódcy              | Skład                           |
| Armia Czerwona     | Armia Czerwona       | Armia Czerwona                  |
| ------------------ | -------------------- | ------------------------------- |
| 4 Armia            | Aleksandr Szuwajew   | 3 KK, 12., 53., 54., 81., 18 DS |
| 15 Armia           | August Kork          | 4., 11., 16., 33., 54 DS        |
| 3 Armia            | Władimir Łazariewicz | 5., 6., 21., 56 DS              |
| 16 Armia           | Nikołaj Sołłohub     | 2., 8., 10., 17., 27 DS         |
| Grupa Mozyrska     | Tichon Chwiesin      | 57 DS                           |

## Działania zbrojne w rejonie Wieprza i Wisły

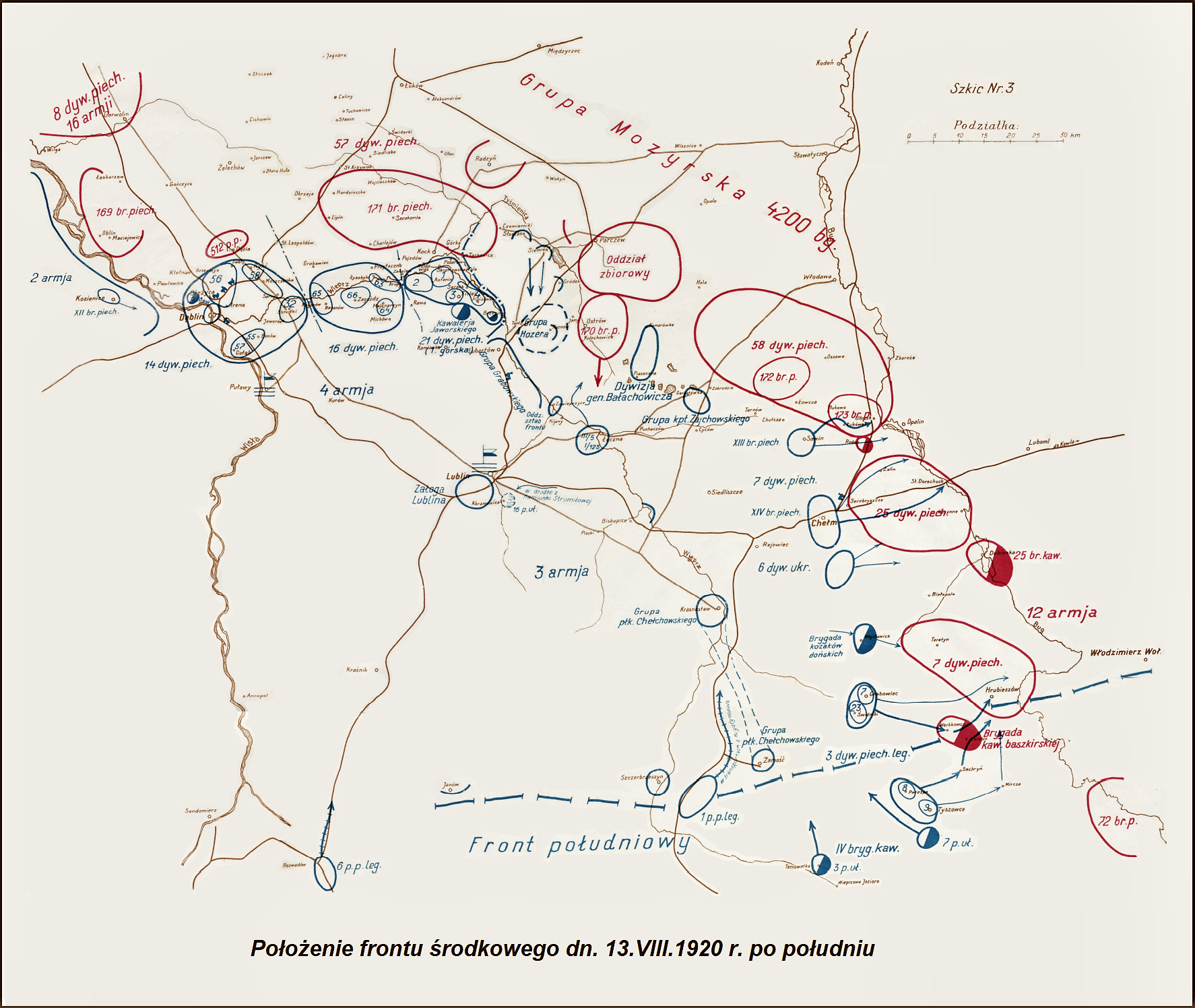
Adam Borkiewicz
Koncentracja nad Wieprzem

Józef Piłsudski, który objął dowództwo grup wykonujących uderzenie, skoncentrował odwody wojsk polskich w okolicach rzeki Wieprz. Między Dęblinem i Lubartowem wykonał niespodziewany dla bolszewików atak na ich skrzydło i tyły.

### Uderzenie grup manewrowych
Pod wpływem informacji napływających z Warszawy, wskutek uporczywych walk na przedmościu Warszawy i nacisku Tuchaczewskiego w kierunku Płocka, Włocławka i Brodnicy, Wódz Naczelny przyśpieszył uderzenie znad Wieprza i o świcie 16 sierpnia ruszyło polskie uderzenie, które całkowicie zmieniło układ operacyjny na przedpolach Warszawy. Doskonała dotychczas pozycja Frontu Zachodniego do szturmu na Warszawę i zadania klęski Polakom stała się pozycją śmiertelnego zagrożenia.
Przed frontem atakujących wojsk polskich broniły się jedynie drobne oddziały bolszewickie, luźno obsadzające szerokie odcinki frontu. Poszczególne bataliony i pułki Grupy Mozyrskiej Tichona Chwiesina zostały rozdzielone kolumnami maszerujących na północ dywizji polskich. Jedynie 21 Dywizja Górska stoczyła krótki bój o Kock, a jednostki 4 Armii osiągnęły tempo natarcia dochodzące do 40 km na dobę i wyszły na Wilgę i Bystrzycę.
14 Wielkopolska Dywizja Piechoty gen. Daniela Konarzewskiego, walcząc z oddziałami 57 Dywizji Strzelców z Grupy Mozyrskiej, minęła Garwolin i weszła w pas natarcia lewego skrzydła – sowieckiej 16 Armii Nikołaja Sołłohuba nacierającego na Warszawę. Na prawym skrzydle nacierających wojsk 3 Dywizja Piechoty Legionów gen. Leona Berbeckiego osiągnęła Włodawę, a 1 Dywizja Piechoty Legionów płk Stefana Dąba-Biernackiego Wisznice. 4 Brygada Jazdy pod Cycowem rozbiła kierującą się na Lublin grupę Dotola.
Łatwość, z jaką polskie związki taktyczne zdobywały teren, niepokoiła zarówno dowodzącego operacją Józefa Piłsudskiego, jak i oficerów jego sztabu. Dopatrywano się zasadzki – lub innego przeciwdziałania – organizowanej przez dowodzącego frontem Zachodnim Michaiła Tuchaczewskiego. Wieczorem Naczelny Wódz zdecydował się na odtworzenie odwodów. Uwolniona dzięki postępom ofensywy, od zadania osłony przepraw na środkowej Wiśle, 2 Dywizja Piechoty Legionów otrzymała zadanie skoncentrować się pod Dęblinem.
W drugim dniu operacji natarcie wznowiły związki taktyczne 3 Armii. 3 Dywizja Piechoty Legionów, po zniszczeniu w rejonie Włodawy głównych sił sowieckiej 58 Dywizji Strzelców, ruszyła wzdłuż Bugu na Sławatycze. 1 Dywizja Piechoty Legionów zajęła Białą Podlaską i Międzyrzec, a Brygada Jazdy Ochotniczej mjr. Jaworskiego rozbiła pod Kąkolownicą sowiecki 508 pułk strzelców. Bez przeszkód posuwały się też wojska 4 Armii. 21 Dywizja Górska zajęła Łuków i Siedlce, 14 Dywizja Piechoty przełamała obronę lewoskrzydłowych oddziałów 8 Dywizji Strzelców z 16 Armii i osiągnęła linię Osieck – Kołbiel – Stodzew. Do wieczora jednostki polskich grup uderzeniowych wyszły na linię Biała Podlaska – Siedlce – Mińsk Mazowiecki – Praga i nawiązały kontakt taktyczny z oddziałami 1 Armii gen. Franciszka Latinika.
W tym też dniu, o 10:00 z przedmościa warszawskiego na Dębe Wielkie uderzyła z powodzeniem 15 Dywizja Piechoty gen. Władysława Junga, siłami grupy ppłk. Stanisława Wrzalińskiego, przełamała obronę sowieckiej 10 Dywizji Strzelców, a o 18:00 pociągi pancerne wjechały na dworzec w Mińsku Mazowieckim. Niemal równocześnie od południa do miasta wkroczyły oddziały 14 Wielkopolskiej Dywizji Piechoty. Zsynchronizowane natarcie 15 i 14 DP zmusiło sowieckie 8, 10 i 17 DS do odwrotu na wschód.

Komunikat prasowy Sztabu Generalnego z 18 sierpnia 1920 donosił:

Armje frontu środkowego kontynuują zwycięski swój pochód w kierunku północnym. Kałuszyn, Międzyrzec, Wisznice i Włodawa są w naszem ręku. Zdezorientowane oddziały nieprzyjacielskie, napotykając ze wszystkich stron oskrzydlające uderzenia naszych kolumn, ulegają stopniowo zupełnemu rozbiciu. Dotychczas dywizje sowieckie 57-ma, 58-ma, kombinowana i 8-ma zostały doszczętnie zniszczone. Zdobycz frontu środkowego sięga cyfry 5000 jeńców, 20 dział, 70 karabinów maszynowych; zajęto olbrzymi tabor. Ilość ta z każdą chwilą się powiększa.

### Pościg

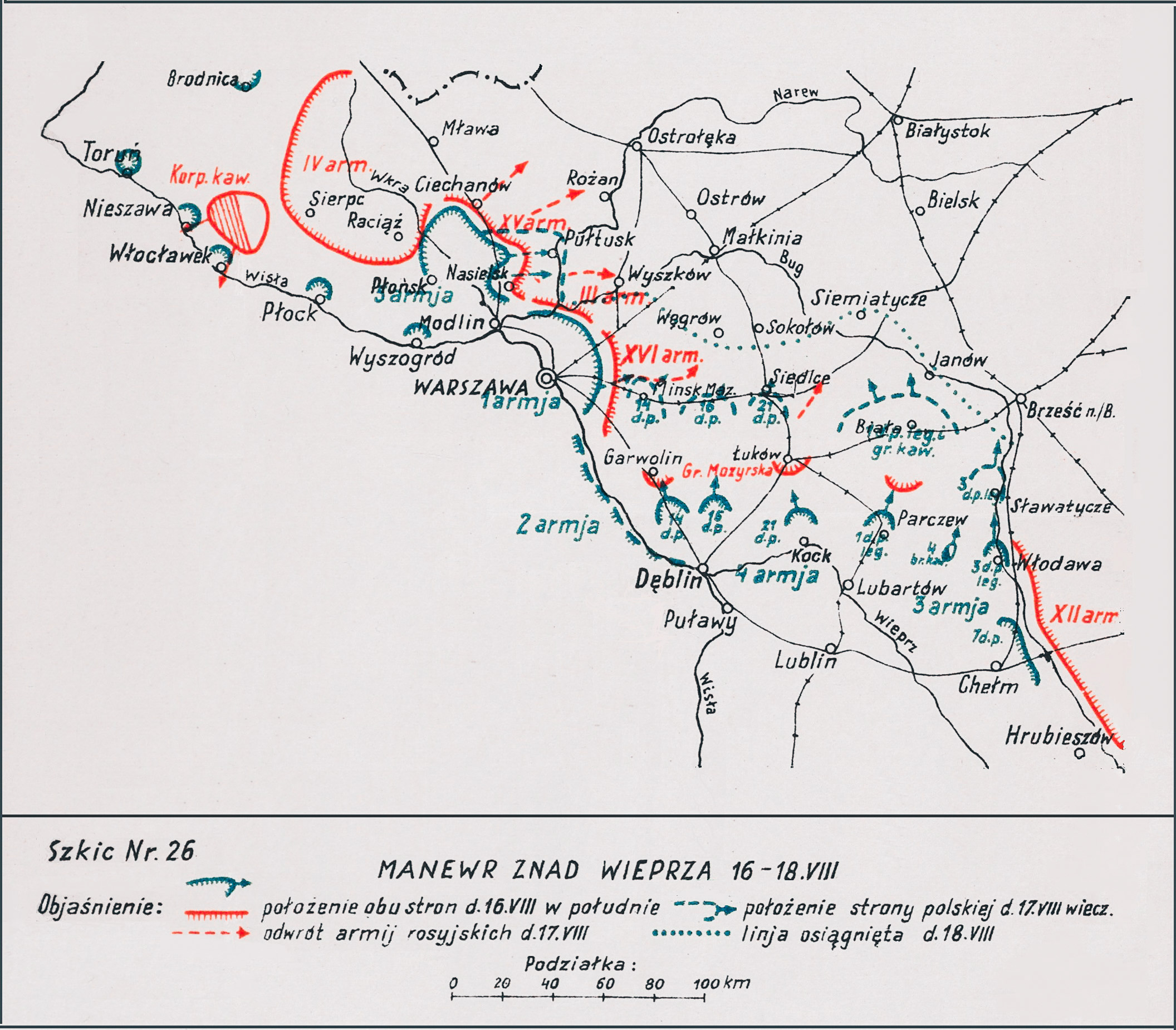
Adam Przybylski
Wojna polska 1918 – 1921

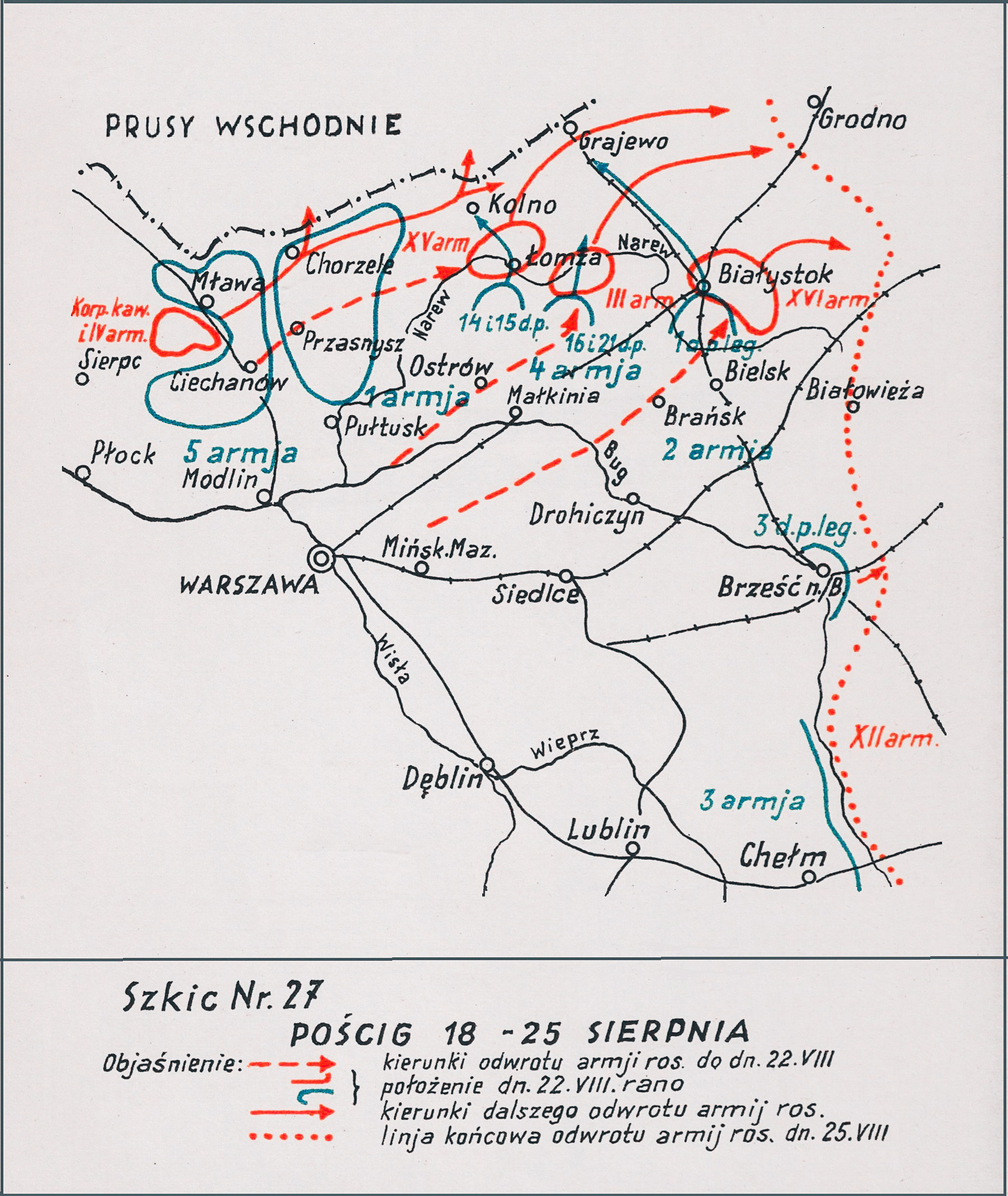
Adam Przybylski
Wojna Polska 1918 – 1921

17 sierpnia wieczorem Naczelne Dowództwo WP wydało zarządzenia do przegrupowanie wojsk i postawiło przed armiami polskimi nowe zadania operacyjne. Zarządzone przegrupowanie miało na celu stworzenie odpowiedniej grupy pościgowej, która odcięłaby nieprzyjacielowi odwrót na linię Brześć – Białystok – Osowiec i w ten sposób osaczyła go, doprowadzając do całkowitego zniszczenia.
W skład nowej 3 Armii weszły 7 Dywizja Piechoty i 2 Dywizja Piechoty Legionów. Została ona przerzucona koleją do Lublina i miała osłaniać Lubelszczyznę i Chełmszczyznę przed uderzeniem wojsk Frontu Południowo-Zachodniego. 2 Armia w składzie: 1 DP Leg., 3 DP Leg., 1 DLB, 21 DGór., 41 pp, 4 BJ i Brygady Jazdy mjr. Jaworskiego, pod dowództwem gen. Edwarda Rydza-Śmigłego ruszyła do pościgu w kierunku na Białystok, a 4 Armia, wzmocniona 15 Dywizją Piechoty, otrzymała rozkaz sforsowania Bugu na odcinku Brok – Granne i wypierania Sowietów ku granicy pruskiej. 1 Armia prowadziła pościg z przedmościa warszawskiego na Ostrów – Łomżę; 5 Armia miała ruszyć na Przasnysz – Mławę i zniszczyć 3 Korpus Kawalerii.
Na polskie uderzenie znad Wieprza dowódca sowieckiego Frontu Zachodniego zareagował dopiero wieczorem 17 sierpnia. Polecił cofnąć 16 Armię za Liwiec, Grupie Mozyrskiej nakazał uporczywą obronę rejonu Biała Podlaska – Sławatycze, 1 Armii Konnej Siemiona Budionnego zaś skoncentrowanie się pod Włodzimierzem Wołyńskim w gotowości do uderzenia na tyły wojsk polskiego Frontu Środkowego. Na północnym skrzydle Frontu Zachodniego Tuchaczewski zamierzał skoncentrować 4 Armię w rejonie Ciechanów – Przasnysz – Maków i uderzyć nią na tyły i skrzydło walczących nad Wkrą wojsk gen. Władysława Sikorskiego.
Wobec wielkiego tempa natarcia wojsk polskich rozkazy te były w znacznej części nieaktualne. Grupa Mozyrska w zasadzie przestała istnieć, 16 Armia znajdowała się w wymuszonym odwrocie, a jej dowódca stracił kontrolę nad podległymi mu jednostkami. Rejon przewidziany do koncentracji 4 Armii był już zagrożony przez oddziały gen. Sikorskiego, a dowódca frontu Południowo-Wschodniego Aleksandr Jegorow celowo opóźniał przekazanie części swoich wojsk Tuchaczewskiemu. W tej ostatniej sprawie Tuchaczewski interweniował u Kamieniewa i Trockiego.
19 sierpnia wojska polskie opanowały przeprawy na Bugu. 15 Dywizja Piechoty zajęła Brok, 1 Dywizja Piechoty Legionów Drohiczyn, a jazda mjr. Feliksa Jaworskiego Frankopol oraz Skrzeszew.
Zmusiło to przemieszane dywizje 16 Armii do cofania się okrężną drogą przez Granne i Nur, a rozbite oddziały Grupy Mozyrskiej w tym czasie zbierały się w rejonie Żabinki. Odwrót oddziałów sowieckich przybierał miejscami charakter ucieczki. Niektóre pułki odmawiały walki, a okrążeni czerwonoarmiści często rzucali karabiny i rozbrajali swoich komisarzy.
Nie uległa panice 15 Armia Augusta Korka, dlatego polska 5 Armia gen. Sikorskiego musiała zdobywać teren w twardej walce.
Dopiero 19 sierpnia Kork zdecydował się na odwrót w kierunku Ostrołęki i Łomży. Naczelny Wódz nakazał gen. Latinikowi skierować w pas działania 5 Armii część sił jego 1 Armii. 8 i 10 Dywizja Piechoty rozpoczęły marsz na Łomżę, ale już 20 sierpnia zostały przez sztab 1 Armii zawrócone na północny zachód. Gen. Latinik przekonany, że wojska sowieckich 15 i 3 Armii koncentrują się w rejonie Ciechanowa i Mławy, większość swoich sił skupił na zachód od Narwi. Dokonana przez niego błędna ocena położenia przyczyniła się do zmniejszenia rozmiarów klęski bolszewików. Reakcją Piłsudskiego na zmianę kierunku marszu wojsk gen. Latinika było przesunięcie 8 Dywizji Piechoty do 4 Armii i skierowaniem tejże armii na Łomżę Rozwiązanie to umożliwiło jednak sowieckiej 3 Armii Łazarewicza oderwanie się od wojsk polskich i odejście za Narew. Mimo wzmocnienia kierunku łomżyńskiego, 21 sierpnia Sowieci zajęli Łomżę. Kilka godzin później 15 Dywizja Piechoty gen. Junga zaatakowała osłaniającą miasto 11 Dywizję Strzelców i rozbiła ją pod Śniadowem, a w dniu następnym zdobyła Łomżę. Resztki 15 Armii wycofały się do Grajewa i stąd, wzdłuż granicy pruskiej, na wschód.
Również gen. Sikorski niewłaściwie ocenił zamiary przeciwnika. Ułatwiło to 3 Korpusowi Kawalerii Gaja trzykrotne przełamanie obrony polskich oddziałów zaporowych.
W tym czasie 3 Armia Łazarewicza, wykorzystując zaangażowanie wojsk polskich pod Łomżą i Białymstokiem, ruszyła na Wyszków – Zambrów, by odejść w kierunku Grodna. Część oddziałów 5, 6 i 21 DS cofała się razem z wojskami 16 Armii Sołłohuba i uległa zniszczeniu w bitwie pod Białymstokiem.

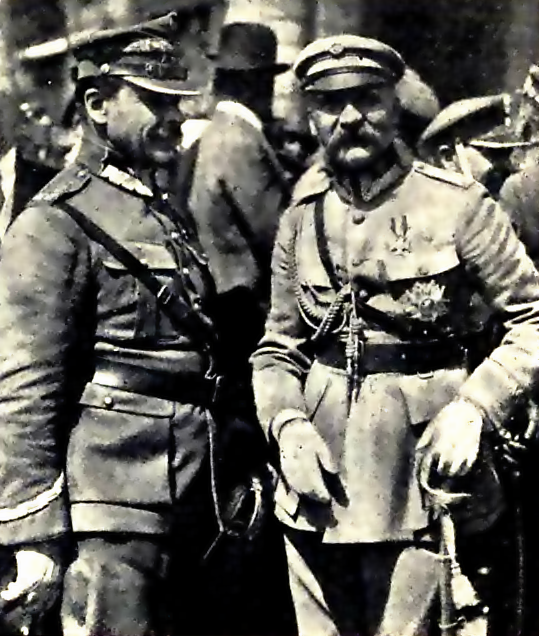
Józef Piłsudski i Józef Haller w czasie przeglądu wojsk powracających ze zwycięskiej bitwy warszawskiej

Najdalej na zachód wysunięta 4 Armia Szuwajewa dopiero w nocy z 18 na 19 sierpnia rozpoczęła wycofywanie znad Wisły. Dwie dywizje kawalerii z 3 KK miały uderzyć na Płońsk. Do natarcia nie doszło, gdyż następnego dnia sowiecka armia rozpoczęła ogólny odwrót, a 3 KK otrzymał zadanie ubezpieczania tyłów. Sam Szuwajew, który udał się do Ciechanowa w celu nawiązania łączności z dowództwem 15 Armii i sztabem Frontu Zachodniego, został odcięty od swoich wojsk. Pozbawiona dowódcy armia szybko uległa demoralizacji. Zwartość zachował jedynie 3 KK Gaja. 22 sierpnia przerwał on pod Mławą obronę 18 DP gen. Krajowskiego, pod Grabowem 202 pułku piechoty, a 23 sierpnia pod Krzynowłogą Wielką i Chorzelami front Brygady Syberyjskiej. Następnie Gaja Gaj skierował swoje oddziały na Kolno. Nie mogąc zdobyć miasta, bronionego przez 60 pułk piechoty, przekroczył 26 sierpnia granicę Prus Wschodnich.

## Bilans walk
25 sierpnia we wszystkich jednostkach polskich walczących nad Wisłą świętowano zwycięstwo. Operacja zaczepna wojsk polskich rozpoczęta 16 sierpnia 1920 znad Wieprza całkowicie zmieniła położenie wojsk na froncie polsko-bolszewickim. Utraconej nad Wisłą inicjatywy strategicznej dowództwo sowieckie nie odzyskało już do końca działań wojennych. Klęska zniweczyła też plany przeniesienia przez Armię Czerwoną rewolucji na teren Niemiec.
Strona polska odniosła zwycięstwo dzięki sprawnemu dowodzeniu, całkowitemu zaskoczeniu silniejszego przeciwnika i ogromnej mobilizacji sił całego narodu w obronie zagrożonej niepodległości.